# Tilloclytus geminatus
Tilloclytus geminatus là một loài bọ cánh cứng trong họ Cerambycidae.